# قاع‌الریم
قاع‌الریم (به عربی: قاع الریم) یک منطقهٔ مسکونی در لبنان است که در شهرستان زحله واقع شده‌است. قاع‌الریم ۱٬۲۵۰ متر بالاتر از سطح دریا واقع شده‌است.